# Marcel Mérovée
Marco Mevorah, dit Marcel Mérovée, est un acteur français, né le 16 juillet 1922 à Alexandropolis (Grèce) et mort le 29 juillet 2001 à Clichy.

## Filmographie
- 1946 : Les Démons de l'aube de Yves Allégret : Rousseau
- 1946 : La Foire aux chimères de Pierre Chenal : Doudou
- 1947 : Nuit sans fin de Jacques Séverac : Germain
- 1950 : Minne, l'ingénue libertine de Jacqueline Audry : Léopold
- 1950 : Rendez-vous avec la chance d'Emile-Edwin Reinert : Arsène
- 1950 : La Ronde de Max Ophüls : Toni
- 1950 : La Rue sans loi de Marcel Gibaud : Oscar
- 1951 : Mademoiselle Josette, ma femme d'André Berthomieu : le caddie
- 1951 : Les Mémoires de la vache Yolande d'Ernst Neubach : le jeune acteur
- 1952 : Jeux interdits de René Clément : Raymond Dollé
- 1954 : Tout chante autour de moi de Pierre Gout
- 1957 : Nous autres à Champignol de Jean Bastia
- 1961 : Les filles sèment le vent de Louis Soulanes
- 1962 : Les Culottes rouges d'Alex Joffé
- 1963 : L'Honorable Stanislas, agent secret de Jean-Charles Dudrumet : un employé de l'hôtel